# Ustekinumab
L'Ustekinumab, venduto con il nome commerciale di Stelara, è un anticorpo monoclonale umano usato per trattare la psoriasi.
È prodotto nei Paesi Bassi. È diretto contro l'interleuchina 12 e l'interleuchina 23, proteine presenti in natura che regolano il sistema immunitario e i disturbi infiammatori immuno-mediati.
Questo farmaco è stato approvato anche dalla FDA per il trattamento della malattia di Crohn. È risultato non efficace per la sclerosi multipla.

## Usi medici
Ustekinumab è usato per trattare la psoriasi. Il suo uso è esteso anche all'artrite psoriasica . È stato anche approvato per il trattamento del morbo di Crohn nel settembre 2016.

## Meccanismo di azione
Ustekinumab è stato progettato per interferire con l'innesco della risposta infiammatoria attraverso la soppressione di alcune citochine. Nello specifico, blocca l'interleuchina IL-12 e IL-23 che aiutano ad attivare alcune cellule T. Si lega alla subunità p-40 di entrambi IL-12 e IL-23 in modo che successivamente non possano legarsi ai loro recettori.

## Effetti avversi
Gli effetti avversi includono un aumento del rischio di infezione come la tubercolosi e un aumento del rischio di alcuni tipi di cancro. Come altri farmaci immunosoppressori come la ciclosporina, l'encefalopatia è un possibile effetto avverso. L'azienda farmaceutica riporta anche gravi reazioni allergiche come possibile effetto collaterale. Gli effetti indesiderati più comuni sono l'infezione delle vie respiratorie superiori, il mal di testa e la stanchezza.
Studi clinici hanno dimostrato che l'ustekinumab somministrato a livello sottocutaneo è generalmente ben tollerato. La maggior parte degli eventi avversi del trattamento sono stati di lieve entità.

## Gravidanza
Non è noto se il farmaco è sicuro durante la gravidanza o l'allattamento.

## Storia
A partire dal gennaio 2007 , esistevano 5 studi di ricerca legati al NIH che coinvolgono 1275 CNTO su base multinazionale, compresi 3 studi di fase II e 2 di fase III. Tre studi erano focalizzati su pazienti con psoriasi, uno su artrite psoriasica e uno su sclerosi multipla.
Il 4 dicembre 2007 è stata depositata una domanda di autorizzazione biologica (BLA) presso l'US Food and Drug Administration (FDA).
Il 21 novembre 2008, il comitato per i medicinali per uso umano (CHMP) dell'Agenzia europea per i medicinali (CHMP) ha adottato un parere positivo per ustekinumab per il trattamento della psoriasi a placche da moderata a severa in pazienti adulti che non hanno risposto ad altre terapie sistemiche.

## Approvazioni e indicazioni
Dal 2009, Ustekinumab è approvato in Canada, Europa e Stati Uniti per il trattamento della psoriasi a placche da moderata a severa. Il 24 settembre 2013, la FDA ha approvato l'uso di ustekinumab per il trattamento dell'artrite psoriasica.
Il 12 dicembre 2008 l'Autorità Sanitaria canadese ha approvato l'uso di ustekinumab per il trattamento della psoriasi a placche cronica da moderata a severa in pazienti adulti candidati alla fototerapia o alla terapia sistemica.
La FDA ha approvato il farmaco il 25 settembre 2009 per il trattamento di pazienti adulti con psoriasi a placche da moderata a severa.
La FDA ha approvato il farmaco a settembre 2016 per il trattamento della malattia di Crohn.

## Studi clinici
Nel settembre 2008, Centocor ha pubblicato il risultato di uno studio che confronta etanercept e ustekinumab. Il gruppo etanercept ha ricevuto iniezioni sottocutanee del farmaco due volte alla settimana per 12 settimane mentre il gruppo ustekinumab ha ricevuto due iniezioni, a distanza di un mese, di 90 o 45 milligrammi. A dodici settimane, le placche psoriasiche sono state ridotte di almeno tre quarti nel 68% del gruppo ustekinumab a basse dosi e nel 74% del gruppo ad alte dosi. Entrambi i gruppi sono andati meglio del gruppo etanercept, il 57% dei quali ha visto un tale miglioramento. Il dott. Alan Menter, presidente della ricerca sulla psoriasi del Baylor Research Institute, ha dichiarato che "ora abbiamo un farmaco che verrà usato meno frequentemente con un significativo aumento dell'efficacia." Questi risultati sono buoni come abbiamo visto nella psoriasi. "